# 迈恩堡
迈恩堡（德語：Meyenburg，發音：[ˈmaɪənbʊʁk] ⓘ）是德国勃兰登堡州普里格尼茨县的城市，面积50.74平方千米，2023年12月31日人口为2,129人。